# АЕС Хігашидорі
Атомна електростанція Хігашидорі (яп. 東通原子力発電所, Higashidōri genshiryoku hatsudensho) розташований у селі Хіґасідорі на північному сході префектури Аоморі, на півострові Сімокіта, на узбережжі Тихого океану. Станція не виробляла електроенергію з моменту загальнонаціонального закриття атомних станцій в Японії в 2011 році після аварії на АЕС "Фукусіма-Даїчі".
Станція є унікальною для Японії тим, що це два суміжних майданчики, одним керує одна компанія, Tōhoku Electric Power Company, а іншим керує Tokyo Electric Power Company. Усі реактори розроблені Toshiba.
Будівництво 1-го блоку Хігасідорі компанії Tohoku Electric розпочалося в листопаді 2000 року та було завершено в грудні 2005 року. Проект базувався на 3-му блоці атомної електростанції Онаґава компанії Tohoku Electric з удосконаленнями корпусу реактора, щоб полегшити перевірку та обслуговування. Окрема будівля, окрім захисної оболонки, призначена спеціально для теплообмінної системи на основі морської води, яка забезпечує первинний теплоносій для реактора.